# Mudavinkopp, Bagalkot
Mudavinkopp là một làng thuộc tehsil Bagalkot, huyện Bagalkot, bang Karnataka, Ấn Độ.